# 邓维赟
邓维赟（1996年3月11日—），上海人，中国国家射击队队员。

## 战绩
2019年10月武汉军运会女子飞碟多向个人比赛中，邓维赟获得铜牌（李清念50发43中摘金）。2021年，入选2020年夏季奥林匹克运动会中国代表团，参加东京奥运会女子不定向飞靶比赛。7月29日，她以115分排名第18，无缘决赛。